# Deensen
Deensen ist eine Gemeinde der Samtgemeinde Eschershausen-Stadtoldendorf im Südosten des Landkreises Holzminden in Niedersachsen.

## Geografie

### Lage
Die Gemeinde liegt am Ostrand des Naturpark Solling-Vogler nahe der Bahnstrecke Altenbeken–Kreiensen. Sie befindet sich südsüdwestlich von Stadtoldendorf zwischen den Mittelgebirgs- und Höhenzügen Homburgwald im Nord-Nordosten, Elfas im Nordosten, Holzberg im Osten, Solling im Süden und Burgberg im Westen.

### Nachbargemeinden
Größere Städte im Umland sind Stadtoldendorf, vier Kilometer nördlich, Dassel, elf Kilometer östlich, und Holzminden, 13 km westlich.

### Gemeindegliederung
- Braak
- Deensen
- Schießhaus
- Schorborn

## Geschichte

### Mittelalter und Neuzeit

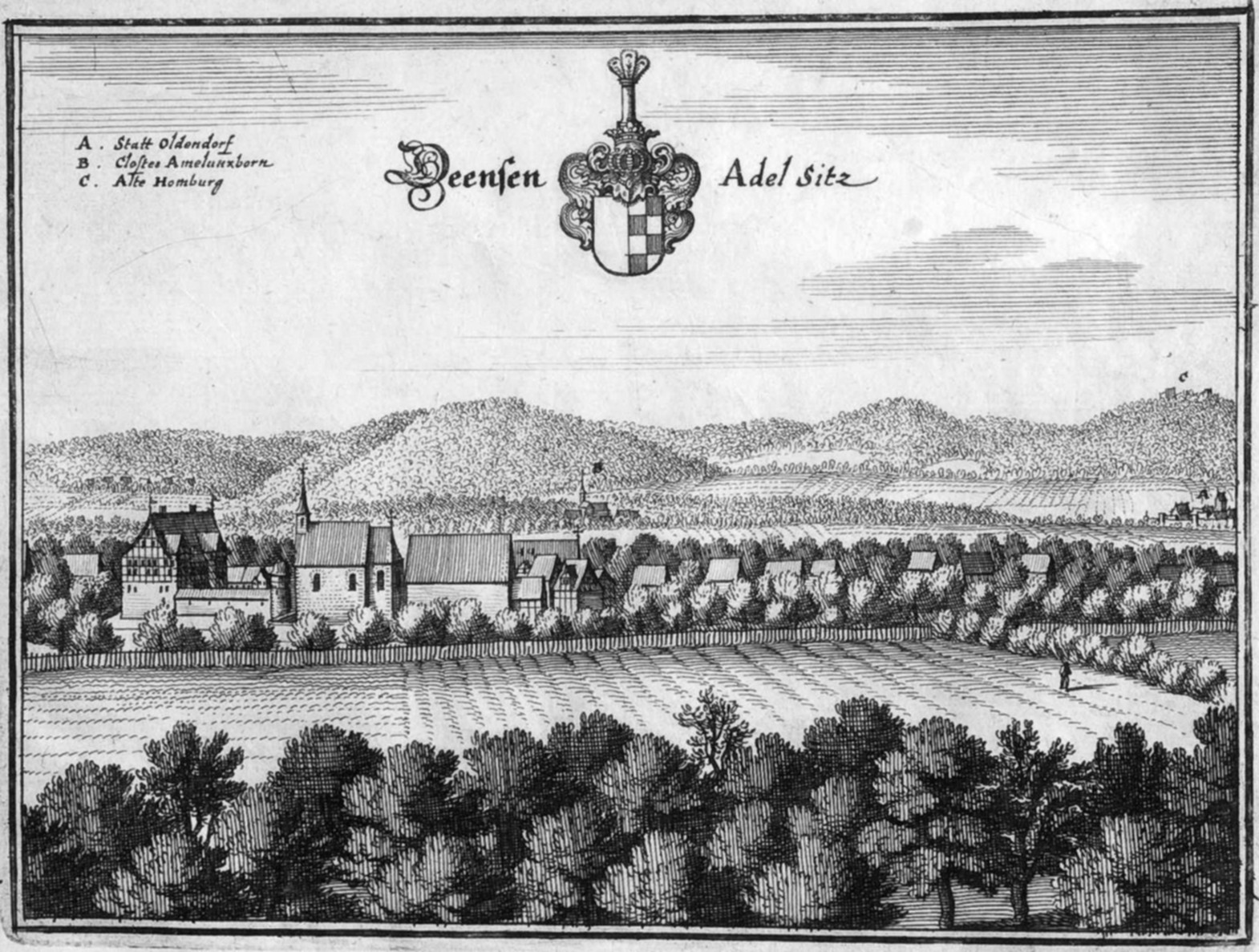
Deensen um 1654

Die Zeit der ersten urkundlichen Erwähnung des Ortes ist umstritten, denn einige Nennungen lassen die Zuordnung zu verschiedenen Dörfern zu. Erstmals 1220 gibt es eine Erwähnung des Ortes Dedenhusen, in weiteren Urkunden des 13. und 14. Jahrhunderts Deddenhusen. Im Jahre 1483 erhielt Godewart von Campe das Recht, das in den Hussitenkriegen (1419–1436) verwüstete Dorf Deensen als Rittergut wieder aufzubauen. Es wurde eine Wasserburg gebaut und das Dorf entstand im Umfeld. Die Wasserburg verfiel im Laufe der Jahrhunderte. 1825 wurde auf den Fundamenten der Wasserburg das heutige Herrenhaus errichtet; Kellergewölbe und meterdicke Sandsteinwände zeugen noch vom Vorgängerbau. Der Burggraben und spätere obere Dorfteich wurden zum größten Teil zugeschüttet. Heute gibt es nur noch an der Nordseite des Herrenhauses einen Teich, der bis an die Gemäuer reicht. Im Jahre 1970 wurde das Rittergut nach 500-jährigem Besitz durch Familie von Campe verkauft. Seit 1985 dient das ehemalige Herrenhaus mit den Stallungen als Ferien- und Reiterhof.

### Ortsname
Alte Bezeichnungen von Deensen waren 1220 quartam partem decimae in campo Dedenhusen prope Luthardessen, 1240 (13. Jahrhundert) Deddenhusen, um 1290 Deddenhosen, 1302 decimam in Deddenhusen, 1320 in villa, que Deddenhusen dicitur, um 1360 Dedenhusen, 1425 Dedessen und 1568 Deensen. Es liegt eine Bildung mit dem Grundwort -husen vor, das dann zu ‑sen verkürzt wurde und einem schwach flektierenden Kurznamen als Bestimmungswort. Der Personenname ist als Dedo oder Deddo anzusetzen und in diesen Formen auch gut belegt, seine Herkunft ist allerdings umstritten.

### Eingemeindungen
Am 1. Januar 1973 wurden aufgrund der Gebietsreform in Niedersachsen die Gemeinden Braak und Schorborn eingegliedert.

## Politik
Der Gemeinderat, der die Gemeinde Deensen vertritt, setzt sich aus elf Mitgliedern zusammen. Dies ist die festgelegte Anzahl an Ratsmitgliedern für eine Mitgliedsgemeinde einer Samtgemeinde mit einer Einwohnerzahl zwischen 1.001 und 2.000 Einwohnern. Die Ratsmitglieder werden durch eine Kommunalwahl für jeweils fünf Jahre gewählt.
Bei der Kommunalwahl 2021 ergab sich folgende Sitzverteilung:
- SPD: 5 Sitze
- CDU: 6 Sitze

## Wappen
Blasonierung: Gespaltener Schild, vorn von Gold und zehnfach geschachtet, hinten in schwarz ein silberner Robinson Crusoe mit goldenem Hemd und Bogen sowie goldener Keule.
Das Werk Robinson der Jüngere stammt von Joachim Heinrich Campe, einem Sohn Deensens.

## Kultur und Sehenswürdigkeiten

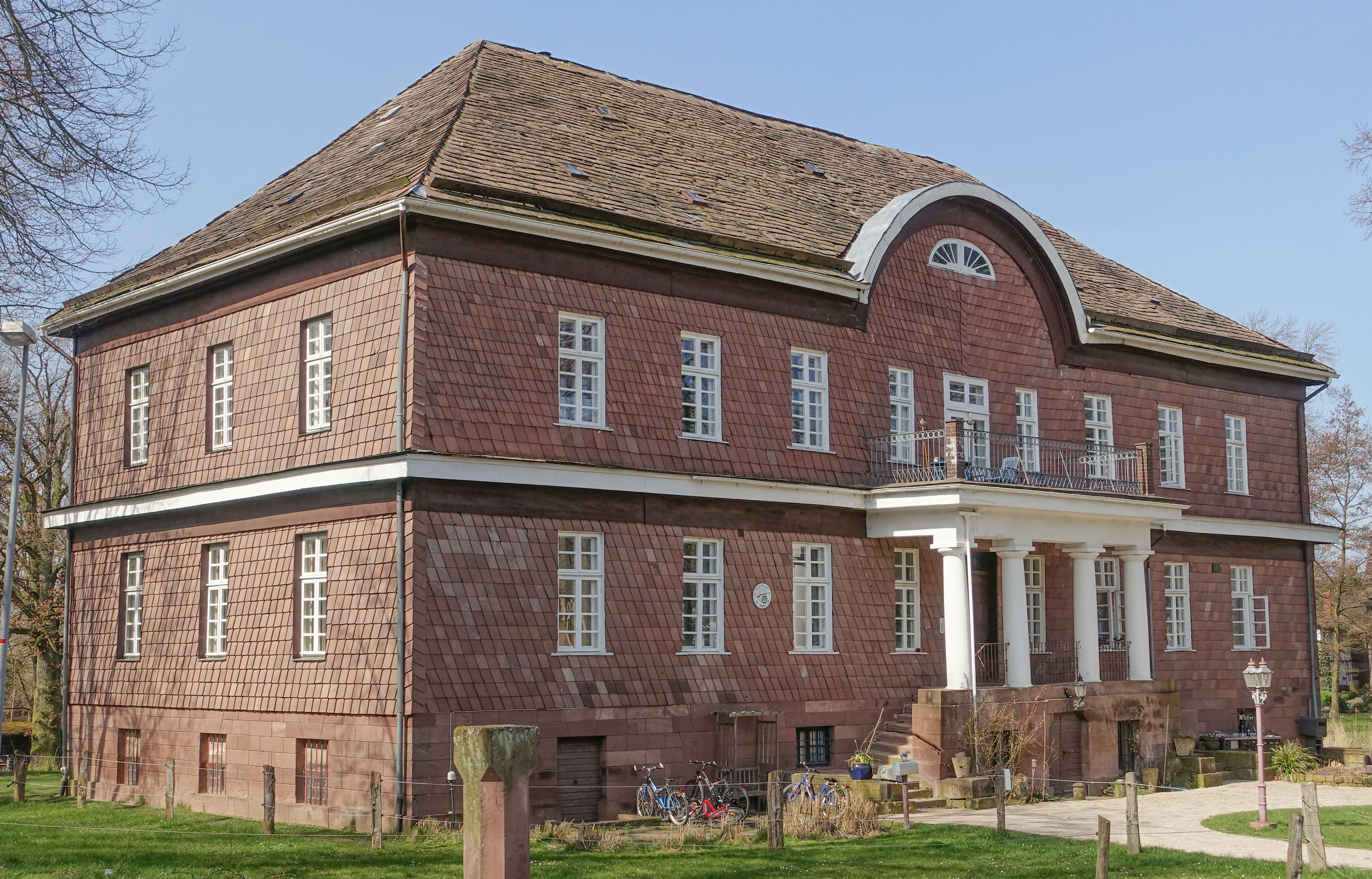
Das Gutshaus von Deensen

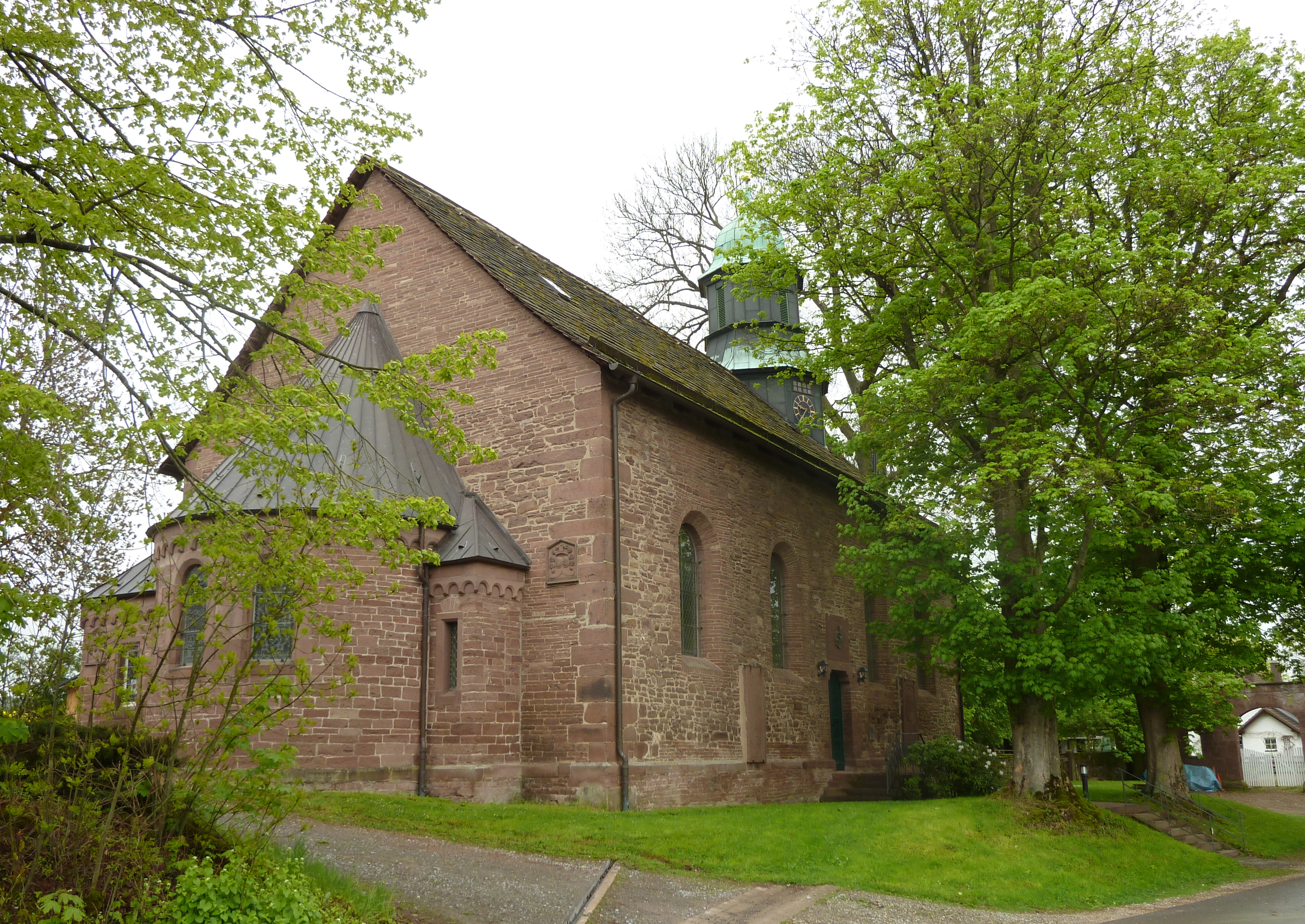
Gutskirche St. Nicolai

Das Ortsbild prägen Fachwerkhäuser im Stil der niederdeutschen Hallenhäuser. Im Gutspark Deensen stehen drei Kreuzsteine aus dem Mittelalter.
- Mausoleum mit 40 Särgen derer von Campe.
- Die abseits der Hauptstraße gelegene evangelisch-lutherische Gutskirche St. Nicolai.

## Verkehr
Der Bahnhof Deensen-Arholzen an der Bahnstrecke Altenbeken–Kreiensen wird seit 1987 nicht mehr vom Schienenpersonennahverkehr bedient.
Durch den nördlichen Teil des Ortes verläuft auf einem kurzen Abschnitt der Europaradweg R1.

## Persönlichkeiten
- Joachim Heinrich Campe (1746–1818), Schriftsteller, Pädagoge und Verleger
- August Campe (1773–1836), Buchhändler und Verleger
- August Friedrich Andreas Campe (1777–1846), Verleger und erster Vorsteher des Börsenvereins der Deutschen Buchhändler zu Leipzig
- Julius Campe (1792–1867), Verleger
- Asche Burchard Karl Ferdinand von Campe (1803–1874), Staatsminister im Herzogtum Braunschweig, Gutsbesitzer
- Franz von Alten (1812–1889), Hannoverscher Offizier, Politiker (DHP) und Reichstagsabgeordneter
- Asche von Campe (1881–1953), Abgeordneter des Braunschweigischen Landtages, Jurist, Kommunalpolitiker, Rittergutsbesitzer
- Friedrich Lachmund (1886–1963), Richter, Präsident des Landgerichts Braunschweig 1933 bis 1937, Politiker (NSDAP)
- Felix Collorio (1895–1965), Bauingenieur und Hochschullehrer
- Wilhelm Rauls (1896–1985), lutherischer Pfarrer, Kirchenrat, Propst und Heimatforscher
- Ursula von Rydingsvard (* 1942), amerikanische Bildhauerin